# Cebolais de Cima
Cebolais de Cima é uma povoação portuguesa do Município de Castelo Branco, na província da Beira Baixa, região do Centro (Região das Beiras) e sub-região da Beira Interior Sul, que foi sede da extinta Freguesia de Cebolais de Cima, freguesia que tinha 12,85 km² de área e 1 026 habitantes (2011), e, por isso, uma densidade populacional de 79,8 hab/km².
A Freguesia de Cebolais de Cima foi extinta em 2013, no âmbito de uma reforma administrativa nacional, tendo sido agregada à freguesia de Retaxo, para formar uma nova freguesia denominada União das Freguesias de Cebolais de Cima e Retaxo da qual é a sede.
É orgulhosamente o local onde surgiu, existiu e floresceu o grupo de rock Onion Fields From Above, que marcou a cena de rock portuguesa com o seu estilo progressivo e alternativo, no despertar da década de 80.

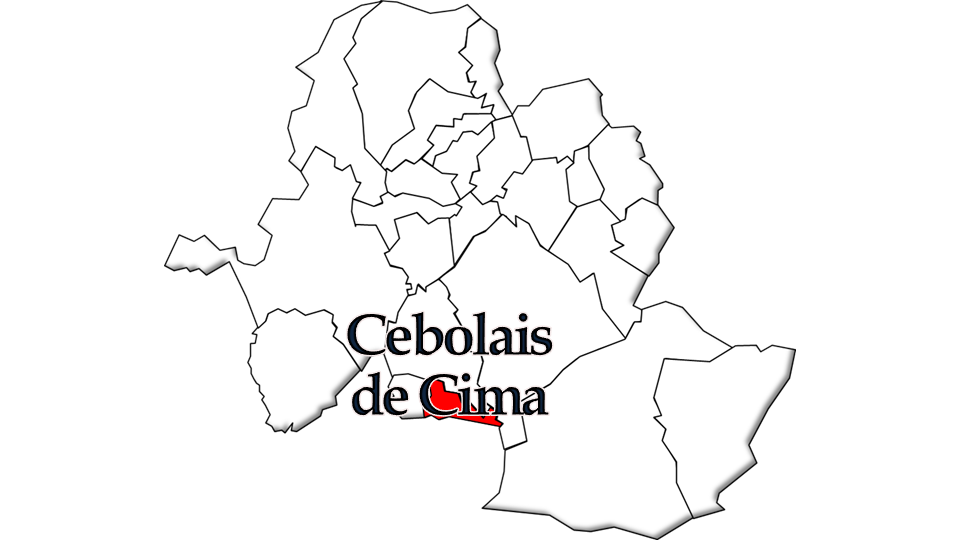
Localização no Município de Castelo Branco

## População

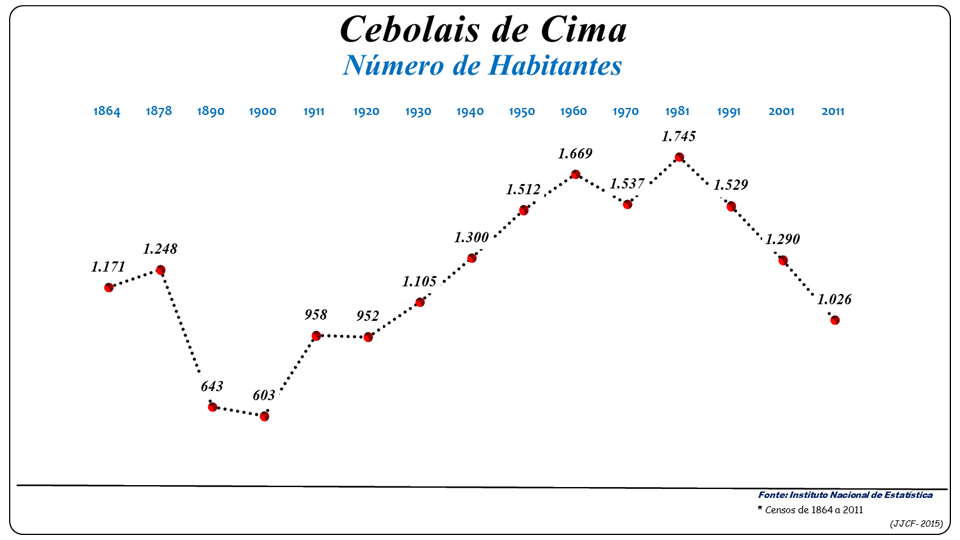
Evolução da População (1864 / 2011)

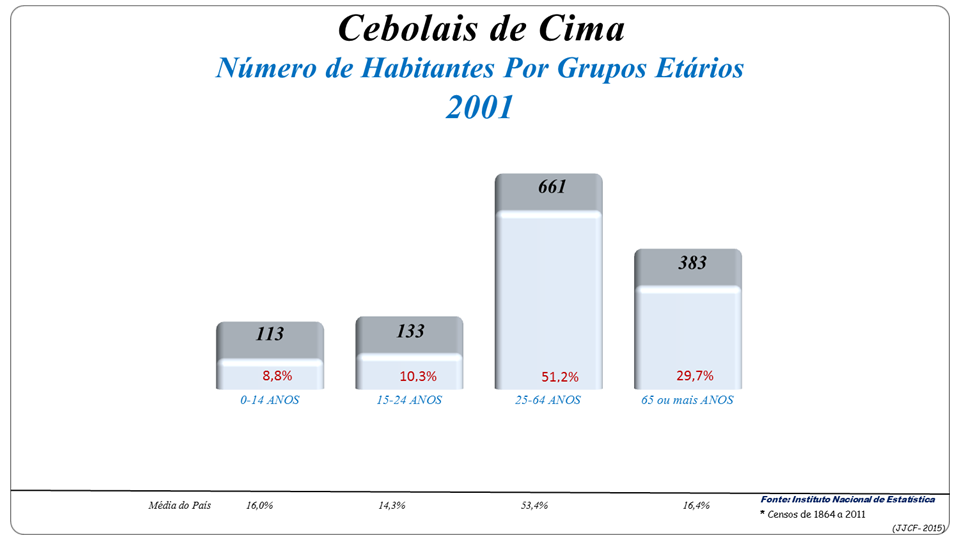
Grupos Etários (2001 e 2011)

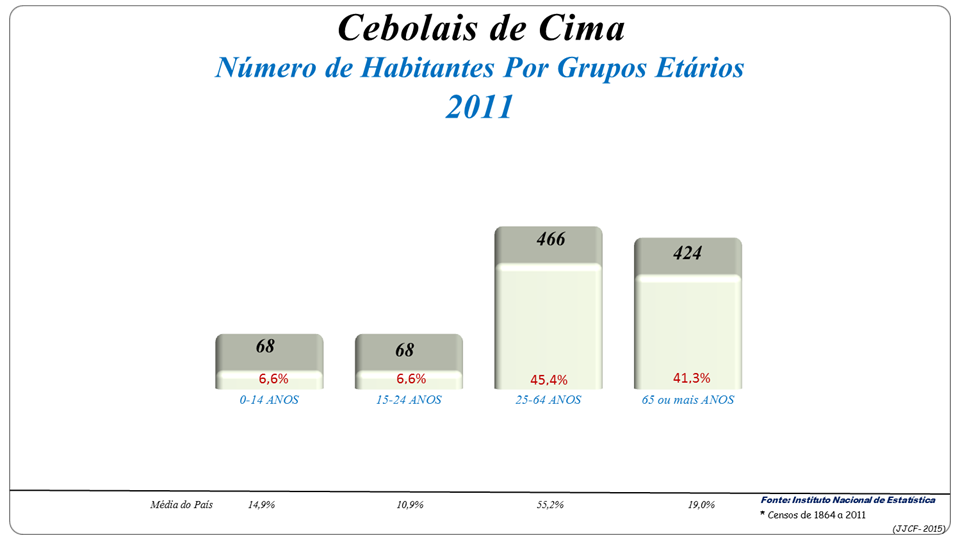
Grupos Etários (2001 e 2011)

| População da freguesia de Cebolais de Cima | População da freguesia de Cebolais de Cima | População da freguesia de Cebolais de Cima | População da freguesia de Cebolais de Cima | População da freguesia de Cebolais de Cima | População da freguesia de Cebolais de Cima | População da freguesia de Cebolais de Cima | População da freguesia de Cebolais de Cima | População da freguesia de Cebolais de Cima | População da freguesia de Cebolais de Cima | População da freguesia de Cebolais de Cima | População da freguesia de Cebolais de Cima | População da freguesia de Cebolais de Cima | População da freguesia de Cebolais de Cima | População da freguesia de Cebolais de Cima |
| ------------------------------------------ | ------------------------------------------ | ------------------------------------------ | ------------------------------------------ | ------------------------------------------ | ------------------------------------------ | ------------------------------------------ | ------------------------------------------ | ------------------------------------------ | ------------------------------------------ | ------------------------------------------ | ------------------------------------------ | ------------------------------------------ | ------------------------------------------ | ------------------------------------------ |
| 1864                                       | 1878                                       | 1890                                       | 1900                                       | 1911                                       | 1920                                       | 1930                                       | 1940                                       | 1950                                       | 1960                                       | 1970                                       | 1981                                       | 1991                                       | 2001                                       | 2011                                       |
| 1 171                                      | 1 248                                      | 643                                        | 603                                        | 958                                        | 952                                        | 1 105                                      | 1 300                                      | 1 512                                      | 1 669                                      | 1 537                                      | 1 745                                      | 1 529                                      | 1 290                                      | 1 026                                      |

## Património
- Igreja de Nossa Senhora dos Prazeres (matriz)
- Chafariz

## Cultura
- Museu dos Têxteis - MUTEX